# Miquel Casals
Miquel Casals (Gerona, 21 de abril de 1986) es un director de cine, historietista e ilustrador español.

## Biografía como dibujante

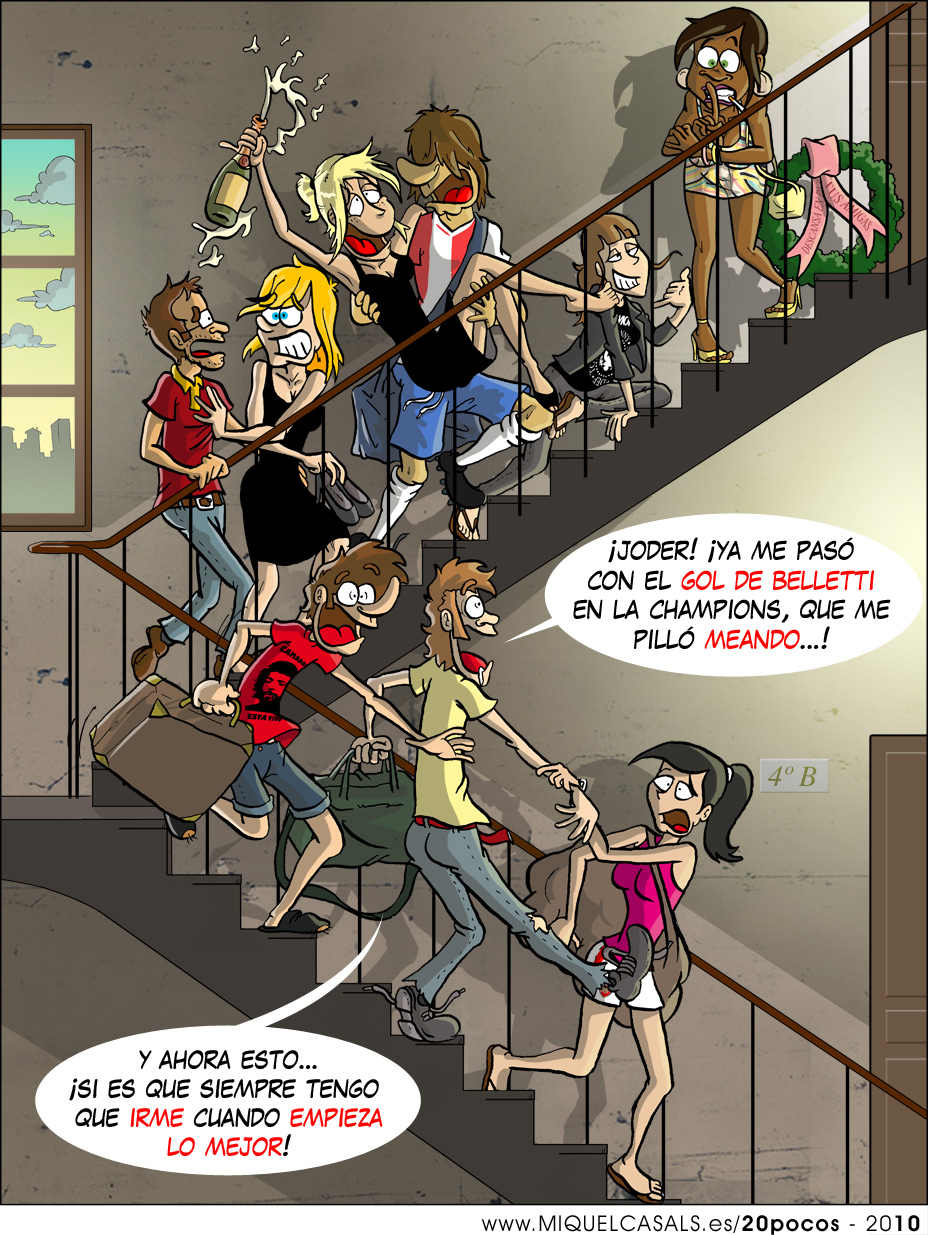
Última tira de 20pocos

Comenzó a interesarse por el dibujo de bien pequeño y con poco más de diez años decidió beber de la fuente del maestro Quim Bou, de quien aprendió el lenguaje y la técnica del cómic.
Ha ganado diversos concursos y ha publicado tiras cómicas en revistas como Le   Potage, Ludiks o Giroci. Desde 2011 publica en la revista oficial del Girona Futbol Club en el que trata a modo de humor el partido de la jornada.
En agosto de 2007 se adentra en el mundo del webcómic con 20pocos y que finaliza en noviembre de 2010. Se trataba de una serie de tiras cómicas con el fin de publicarse únicamente en internet y beneficiarse de este modo del feedback de los lectores a través de la web 2.0. Cada mes de agosto 20pocos celebraba su aniversario en el que diversos dibujantes e historietistas dibujaban una viñeta de la serie aportando su particular estilo y visión de la serie. Algunos de los autores que participaron fueron Quim Bou, Paco Sordo, Andrés Palomino, Xavier Àgueda, Triz, Julio A. Serrano, Mortimer o Juan Carlos Bonache.
En 2010, 20pocos es nominado en la Categoría Mejor Cómic On-line en el Expocómic de Madrid 2010, que posteriormente acabó ganando Conejo Frustrado de Mike Bonales.
En enero de 2011 inicia el webcómic Con dos Tacones protagonizado por cuatro amigas de la infancia que se vuelven a encontrar a raíz de la muerte de una amiga en común. En su segunda temporada, incorpora a Joan Tretze como guionista.
En 2011, 2012 y 2013 Con dos Tacones es nominado en la Categoría Mejor Cómic On-line en el Expocómic de Madrid.

## Biografía como realizador
Mientras llevaba a cabo los estudios universitarios de Realización Audiovisual y Multimedia en la Universidad de Gerona realiza su primer cortometraje en una práctica universitaria, Reservoir Dance (2007), una parodia híbrida de Reservoir Dogs y Flashdance. Allí comprobó la pasión y la devoción de dirigir y coordinar un equipo de rodaje.
En julio de 2008 se adentra aún más en la profesión con un pequeño proyecto personal titulado 22. 
En abril de 2009 rueda Persuasió, una adaptación de un relato de Milena Oliveras, protagonizado por Anna Castillo y siendo elegido mejor proyecto de Autor Novel en el Fondo de Creación Audiovisual que convocaba la desaparecida Arpagi. Así pudo contar con la producción de DDM Visual y su equipo técnico profesional para realizarlo y presentarlo como Proyecto Final de Carrera.
En septiembre de 2011 rueda Fundido a negro, una historia de amor, música y zombis en una trama que navega entre el cine de serie B y el drama romántico, con la producción de Las Producciones de DDM y de él mismo.
En septiembre de 2012 Fundido a negro obtiene el premio a Mejor Cortometraje en el 24º Festival de Cine de Gerona.
En noviembre de 2013 rueda una road movie basada en la improvisación de los actores titulada 400KM. En un momento en que los jóvenes realizadores tienen una gran dificultad para poder acceder a fuentes de financiación, Casals opta por retornar a la esencia del cine y recurre a los escenarios naturales, la cámara en mano, el sonido directo y el mínimo equipo con el objetivo de dotar del máximo realismo a la historia; añadiendo como reto personal el coche –una localización pequeña y en constante movimiento–. Sin guion y sin presupuesto, los actores Anna Ferran y Raül Tortosa, junto a un director de fotografía, recorrieron los 400 kilómetros del título de la película para filmar el cortometraje.
En noviembre de 2014 dirige La Tenacitat d'un Quadre, un cortometraje documental a partir de una historia de un cuadro del pintor Josep Tenas. Ideado y producido por Martí Terés, el documental narra la historia de un joven que compra un cuadro a un pintor que fallece poco después.
En enero de 2015 rueda Vostok, su corto más ambicioso. Tomando el nombre de una de las primeras cápsulas utilizadas en el programa espacial soviético. La historia se enmarca en las conversaciones entre una cosmonauta en órbita –interpretada por Macarena Gómez– con el centro de seguimiento en la Tierra. El guion, escrito junto al también ilustrador Àlex Roca, se inspira en los hechos reales que protagonizó Yuri Gagarin, el primer cosmonauta soviético. El humorista Ernesto Sevilla interpreta el enlace en el centro de seguimiento de la cápsula espacial.
En enero de 2016 escribe y dirige Una tarde con Bolaño, un homenaje al poeta Roberto Bolaño y a su obra, en un encargo para el Festival de Arte Independiente Pepe Sales. Rodado en plano secuencia por las calles de Gerona vuelve a contar con Anna Ferran y Raül Tortosa, además de Marc Pociello y Júlia Molins.
En enero de 2017 dirige El Viajero, una comedia con toques de ciencia ficción producida por Grilled Cheese Studio. El guion, escrito por Àlex Roca, está protagonizado por Vanesa Romero, Eric Balbàs y Marc Martínez.

### Filmografía (cortometrajes)
| Año  | Película             | Rol                    |
| ---- | -------------------- | ---------------------- |
| 2017 | El Viajero           | Director               |
| 2016 | Una tarde con Bolaño | Director y guionista   |
| 2015 | Vostok               | Director y coguionista |
| 2014 | 400KM                | Director               |
| 2012 | Fundido a negro      | Director y guionista   |
| 2009 | Persuasió            | Director y guionista   |

### Documental
| Año  | Película                 | Rol      |
| ---- | ------------------------ | -------- |
| 2015 | La Tenacitat d'un Quadre | Director |

### Videoclips
| Año           | Tema            | Banda             |
| ------------- | --------------- | ----------------- |
| 2015          | Avui            | La Banda del Yuyu |
| 2015          | Tornem a ser-hi | La Banda del Yuyu |
| posproducción | Tiempo de locos | Una hora más      |